# Premio Rambal
El Premio Rambal es un galardón que se entrega en el Festival Internacional de Cine de Gijón (FICX) desde 2021 para reconocer a cineastas y/o producciones LGTBI que participen en el certamen.

## Historia
El Premio Rambal fue creado por el Festival Internacional de Cine de Gijón en colaboración con la asociación asturiana XEGA (Xente LGTBI de Asturias) para reconocer a cineastas o producciones que visibilicen al colectivo LGTBI y ampliar la diversidad de películas LGTBI incluidas en la programación del certamen. El nombre del galardón hace referencia al transformista español Alberto Alonso Blanco, más conocido como Rambal.
En su primera edición, fue premiada la película taiwanesa-austriaca Moneyboys de C.B. Yi por mostrar la realidad del colectivo LGTBI en China.En 2022, recibió el galardón el director de cine estadounidense Dustin Lance Black por su visibilización del colectivo LGTBI en el sector audiovisual. En 2023, el Premio Rambal se otorgó a título póstumo al cineasta español Agustí Villaronga, siendo la encargada de recoger el premio la actriz Núria Prims.

### Controversias
En 2023, la concejala de festejos del Ayuntamiento de Gijón, Sara Álvarez Rouco, de la formación política ultraconservadora VOX, anunció la creación dentro del FICX de un premio en torno a los valores que defiende su partido político. Además, puso en duda el mantenimiento de otros dos premios del certamen, el de películas en asturiano y el Premio Rambal, mientras tampoco se había suscrito a la fecha la renovación del acuerdo con la asociación XEGA para la concesión y financiación de este último galardón. Todo ello, supuso la ruptura del acuerdo de gobierno local al expulsar la alcaldesa de Gijón Carmen Moriyón de Foro Asturias a la formación política VOX del tripartito.